# Theofanis Gekas
Theofanis „Fanis“ Gekas [θɛɔˈfanis ˈgɛkas] (griechisch Θεοφάνης Γκέκας, * 23. Mai 1980 in Larisa) ist ein ehemaliger griechischer Fußballspieler und aktueller Fußballtrainer. In der Saison 2006/07 wurde er mit 20 Treffern Torschützenkönig der Bundesliga.

## Spielerkarriere

### Griechenland
Gekas begann seine Profikarriere in seiner Geburtsstadt Larisa beim dort ansässigen Zweitligisten AE Larisa. Nach drei Jahren wechselte er im Sommer 2001 zum Athener Verein Kallithea FC, mit dem er gleich im ersten Jahr in die Alpha Ethniki, die 1. Liga, aufstieg. Bis zu diesem Zeitpunkt hatte Gekas in 87 Zweitligabegegnungen 30 Tore erzielt.
Da Gekas auch in der Folgezeit mit ständiger Regelmäßigkeit Tore erzielte, wurden schnell die griechischen Traditionsvereine auf den Stürmer aufmerksam. So kam es, dass er nach 32 Toren in 73 Begegnungen im Januar 2005 zu Panathinaikos Athen wechselte. Für Gekas, der in den verbleibenden 15 Spieltagen acht Tore erzielte und somit Torschützenkönig der Saison 2004/05 wurde, sollte dies den Durchbruch seiner Karriere bedeuten. Neben einem Stammplatz bei Panathinaikos spielte er sich in den Kreis der griechischen Nationalmannschaft und nahm am Confederations Cup 2005 teil. Bei Panathinaikos kam er auf 41 Einsätze und 23 Tore. 2006 debütierte Gekas in der UEFA Champions League und landete mit 15 Treffern in der griechischen Liga auf dem zweiten Platz der griechischen Torjägerliste.

### VfL Bochum
Am 23. August 2006 wechselte er nach Deutschland zum wieder in die Bundesliga aufgestiegenen VfL Bochum und hatte mit seinen in der Hinrunde erzielten sieben Toren Anteil daran, dass der Verein zum Jahr 2007 auf einem Nichtabstiegsplatz überwinterte. Vom Bochumer Trainer Marcel Koller wurde er im November 2006 wegen seiner Leistung respektvoll als „unsere Lebensversicherung“ tituliert. Beim VfL spielte er mit der Rückennummer 22.
Am 18. Februar 2007 erzielte Gekas mit seinen beiden Toren im Spiel bei Arminia Bielefeld seinen ersten „Bundesliga-Doppelpack“ und brachte den VfL auf die Siegesstraße in diesem wichtigen Auswärtsspiel. Sein zweiter Doppelpack folgte am 10. März 2007 im Heimspiel gegen Borussia Dortmund, die mit 2:0 besiegt werden konnten. Am 8. April 2007 konnte er zwei Tore zum moralisch wichtigen 4:1-Auswärtssieg des VfL bei Bayer 04 Leverkusen beisteuern. Der Siegtreffer zum 2:1, mit dem am 27. April 2007 der VfL Tabellenführer FC Schalke 04 im Revierderby in Bochum besiegte, war sein 19. Tor in der Bundesliga. Während der Rückrunde erzielte er in acht aufeinanderfolgenden Spielen jeweils mindestens einen Treffer und weist damit die längste Serie eines Spielers eines Aufsteigers auf.  Am 32. Spieltag erzielte Gekas den Führungstreffer beim Hamburger SV. Damit führte er mit 20 Toren die Torschützenliste an, die ausreichten, um nach Stefan Kuntz (22 Tore 1986) und Thomas Christiansen (21 Tore 2003) als dritter Spieler des VfL mit der Torjägerkanone ausgezeichnet zu werden.

### Bayer 04 Leverkusen
Nach der Saison 2006/07 wechselte Gekas vom VfL Bochum zum Ligakonkurrenten Bayer 04 Leverkusen. Der VfL nahm somit die ihm beim inzwischen erreichten Klassenerhalt zustehende Kaufoption gegenüber Panathinaikos Athen nicht wahr. Über die Höhe der fälligen Zahlung wurde Stillschweigen vereinbart.
In der Saison 2007/08 zählte Gekas noch zur Stammformation der Leverkusener und erzielte in 29 Spielen elf Tore. Allerdings war er nicht unumstritten, da ihm vorgeworfen wurde, nicht mannschaftsdienlich zu spielen. Nach der Verpflichtung von Patrick Helmes im Sommer 2008 war Gekas jedoch nur noch dritter Stürmer hinter diesem und Stefan Kießling. Er kam in der Hinrunde 2008/09 zwar auf 15 Einsätze, stand jedoch nicht einmal in der Startelf. So spielte er insgesamt nur über 176 Minuten und erzielte zwei Tore, weshalb er den Verein verlassen wollte.

### FC Portsmouth
Am 1. Februar 2009 wurde Gekas bis zum Saisonende 2008/09 an den FC Portsmouth verliehen, der Gekas durch eine Kaufoption langfristig hätte an sich binden können. Gekas kam allerdings erst am 32. Spieltag zu seinem einzigen Einsatz, als er in der 90. Minute eingewechselt wurde. Dies hing wohl unter anderem damit zusammen, dass der Trainer Tony Adams, der Gekas geholt hatte, kurze Zeit später durch Paul Hart ersetzt worden war.

### Rückkehr nach Leverkusen
Zur Saison 2009/10 kehrt Gekas nach Leverkusen zurück. Da sich Patrick Helmes schon vor der Saison eine langwierige Verletzung zugezogen hatte, wurde ein Platz im Sturm frei. Dieser ging jedoch an den Schweizer Neuzugang Eren Derdiyok, so dass Gekas nicht zur Stammelf gehörte. Er wurde in der Bundesliga sechsmal eingesetzt und konnte dabei kein Tor erzielen.

### Hertha BSC
Zur Rückrunde 2009/10 wurde Gekas vom Herbstmeister Leverkusen zu dem Hinrundenletzten Hertha BSC verliehen. Dort sollte er helfen, den drohenden Abstieg in die 2. Bundesliga zu verhindern. Beim 5:1-Sieg im Auswärtsspiel gegen den VfL Wolfsburg gelang Gekas am 21. März 2010 (27. Spieltag) sein erster Dreierpack in seiner Bundesligakarriere. Die Berliner sicherten sich außerdem eine Option, Gekas bei erfolgreichem Klassenerhalt vertraglich zu binden. Da dies nicht gelang, kehrte er zur Saison 2010/11 formell nach Leverkusen zurück.

### Eintracht Frankfurt
Am 19. Mai 2010 unterzeichnete Gekas jedoch einen Zweijahresvertrag bei Eintracht Frankfurt. Hier traf er auf Ioannis Amanatidis, der zusammen mit ihm in der griechischen Nationalmannschaft spielte, und seinen alten Leverkusener Trainer Michael Skibbe, der seit 2009 bei der Eintracht Cheftrainer war. Nach schwachen Leistungen in der Vorbereitung und im ersten Saisonspiel galt er zunächst als Fehleinkauf. Doch am 3. Spieltag gelangen ihm beim Auswärtsspiel in Mönchengladbach seine ersten beiden Pflichtspieltore für die Eintracht. In den darauf folgenden acht Spielen erzielte er sechsmal den ersten Treffer für seine Mannschaft. Außerdem gelangen ihm in diesem Zeitraum fünf „Doppelpacks“. In der Hinrunde der Saison 2010/11 erzielte Gekas in 17 Bundesliga-Spielen 14 Tore und war damit bester Torschütze.
Dem stand jedoch ein Leistungsabfall in der Rückrunde gegenüber. Zwar machte er auch hier alle 17 Saisonspiele, erzielte aber nur zwei Tore. Zu Saisonende stieg die Eintracht in die 2. Bundesliga ab, Gekas blieb ihr jedoch treu.
In der 2. Fußball-Bundesliga 2011/12 kam Gekas in der Hinrunde auf sechs Tore in 14 Spielen.

### Samsunspor
In der Winterpause 2011/12 wechselte Gekas zu Samsunspor. Am 21. Januar 2012 im Heimspiel gegen den Tabellennachbarn und Schwarzmeer-Rivalen Orduspor traf Gekas für seinen neuen Klub zweimal. Am 2. Februar 2012 erzielte Gekas gegen den Tabellenzweiten Fenerbahçe Istanbul drei Treffer. In den letzten Spielen um den Klassenerhalt stand er Samsunspor aufgrund einer Bänderdehnung nicht mehr zur Verfügung. Samsunspor stieg am Ende der Saison ab. Damit stieg Gekas zum dritten Mal in Folge mit einem Verein ab.

### UD Levante
Im August 2012 wechselte Gekas in die Primera División zu UD Levante. Nach nur vier Einsätzen in der Liga, in denen er ohne Torerfolg blieb, löste Gekas seinen Vertrag im Einverständnis mit dem Verein im November 2012 vorzeitig auf.

### Akhisar Belediyespor
Zur Rückrunde der Spielzeit 2012/13 wechselte Gekas wieder in die Türkei und heuerte beim stark abstiegsgefährdeten Erstliga-Neuling Akhisar Belediyespor an. Auch bei Akhisar gelang ihm wie bei Samsunspor auf Anhieb der Durchbruch innerhalb der Mannschaft. So war er mit seinen 12 Toren in 15 Ligaspielen maßgeblich am Klassenerhalt seiner Mannschaft beteiligt, den der Verein erst am letzten Spieltag sicherte. Durch seine Tätigkeit etablierte er sich auch bei den Fans als Publikumsliebling. Nach Saisonende konnte sein auslaufender Vertrag wegen unterschiedlicher Gehaltsvorstellungen nicht verlängert werden, sodass Gekas den Verein verließ.

### Torku Konyaspor
In der letzten Woche der Sommertransferperiode 2013/14 wechselte Gekas zum türkischen Erstligisten Torku Konyaspor.

### Akhisar Belediyespor (2. Periode)
Zur Saison 2014/15 kehrte Gekas zu seinem vorherigen Verein Akhisar Belediyespor zurück und unterschrieb hier einen Zweijahresvertrag. Bei diesem Verein startete er sehr erfolgreich in die Saison 2014/15 und führte lange Zeit die Torschützenliste der Liga an. Mit dem Jahreswechsel erlebte Gekas eine unglückliche Zeit und erzielte lange Zeit kein Tor. Nachdem er zudem die Trainingseinheiten unbegründet zu fehlen begonnen hatte, wurde er vom Cheftrainer Roberto Carlos fristlos aus dem Kader suspendiert.

### Eskişehirspor
Für die Saison 2015/16 heuerte Gekas beim türkischen Erstligisten Eskişehirspor an. Hier traf er auf Michael Skibbe, seinem Cheftrainer aus der Zeit bei Eintracht Frankfurt.

### FC Sion
Im Februar 2016 wechselte er zum FC Sion.

### Sivasspor
Im Januar 2017 wechselte er zu Sivasspor, wo er jedoch nur ein halbes Jahr spielte. Anschließend beendete er seine Karriere.

## Nationalmannschaft
Während Gekas bei Kallithea und Panathinaikos als Mittelstürmer aufgestellt wurde und auf dieser Position auch beim VfL Bochum spielte, agierte er zu Beginn seiner Nationalmannschaftskarriere unter Otto Rehhagel in der griechischen Auswahl auch als Rechtsaußen oder direkt hinter den Spitzen. Sein erstes Tor für die Auswahl Griechenlands erzielte er am 2. Juni 2007 bei einem 2:0-Sieg über Ungarn während der EM-Qualifikation. Beim Spiel gegen Lettland am 10. Oktober 2009 gelangen ihm beim 5:2-Erfolg der Griechen vier Tore. Mit insgesamt zehn Toren in zehn Spielen während der Qualifikation zur WM 2010 war Gekas bester Stürmer der europäischen Qualifikationsgruppen.
Im September 2010 trat Gekas aus der Nationalmannschaft zurück. Die Gründe dafür waren laut eigener Aussage „Sonderzustände“. Im Oktober 2011 kehrte Gekas in die Nationalelf zurück. Sein Comeback in der Nationalmannschaft gab er am 7. Oktober 2011, als er im Qualifikationsspiel zur Fußball-Europameisterschaft 2012 gegen Kroatien zum Einsatz kam. Hierbei traf er zum 2:0-Endstand.
Mit der griechischen Nationalmannschaft nahm Gekas am Fifa Confederations Cup 2005 in Deutschland, der WM 2010 in Südafrika, der EM 2012 in Polen und der Ukraine und der WM 2014 in Brasilien teil.

## Trainerkarriere
Am 4. September 2021 wurde Gekas Trainer beim griechischen Club Panegialios.

## Spielstil
Der mit der Nummer 11 spielende Rechtsfuß galt als Spieler, der eher wenig Ballkontakte hatte, aber durch seinen Torinstinkt und das geschickte Warten auf Höhe der Abseitslinie häufig zum Torabschluss kam.

## Wissenswertes
Obwohl Gekas mit Unterbrechungen fünfeinhalb Jahre in Deutschland spielte, sprach er kaum Deutsch und weigerte sich, die Sprache zu erlernen. Als Begründung nannte er seine Aufgabe, treffsicher zu sein; so sagte er zum Beispiel „Ich werde nicht fürs Deutschreden bezahlt, sondern fürs Toreschießen“.
Gekas’ Idol war nach eigenen Angaben Giannis Valaoras.
Während seiner Tätigkeit in der Türkei verschenkte Gekas zehn Computer an eine Sonderschule in Akhisar.
Nachdem Gekas 2011 ein weites Zuspiel seines Mitspielers Georgios Tzavelas nicht annehmen konnte, der Ball aber den Weg ins Tor fand, war Gekas indirekt am damaligen weitesten erzielten Tor (73 m) der Bundesligageschichte beteiligt.

## Auszeichnungen
- Torschützenkönig der griechischen Liga: 2004/05
- Torschützenkönig der Bundesliga: 2006/07